# Gran Premio motociclistico di Gran Bretagna 2018
Il Gran Premio motociclistico di Gran Bretagna 2018 era la dodicesima prova in programma del motomondiale 2018, prevista per il 26 agosto sul circuito di Silverstone.
A causa delle avverse condizioni atmosferiche il giorno della gara, la prova è stata annullata.
Dopo che nelle giornate di venerdì e sabato si erano disputate regolarmente le prove libere e le qualifiche, erano però apparse evidenti delle possibili problematicità del circuito in caso di precipitazioni, a causa della mancanza di corretto drenaggio da parte dell'asfalto. Durante il quarto turno di prove libere alla curva sette si sono verificate una serie di cadute, a causa di una pozzanghera, che hanno provocato l'infortunio del pilota Esteve Rabat che dopo essere scivolato è stato travolto dalla moto di un altro pilota, l'impatto gli ha provocato la frattura di femore, tibia e perone della gamba destra.
Nonostante la decisione presa di anticipare l'orario di partenza della gara domenicale alle 12:30, essendo pessime le previsioni meteorologiche per il pomeriggio della domenica, dopo lo schieramento dei piloti della MotoGP la partenza della gara è stata dapprima rinviata a causa della pista troppo allagata e, dopo altra attesa, alla fine la prova iridata è stata annullata definitivamente per tutte le classi in gara.